# Stari San Juan
Stari San Juan (šp.: Viejo San Juan) je staro naselje i povijesno središte grada San Juan, Portoriko, koje je od 15. do 19. stoljeća utvrđeno fortifikacijama kako bi se na strateškom mjestu Kariba zaštitio zaljev sv. Ivana (Bahia de San Juan). Zbog jedinstvenosti europske vojne arhitekture prilagođene lokalitetu američke luke utvrda La Fortaleza, zajedno s drugim povijesnim mjestima San Juana, je upisana na UNESCO-ov popis mjesta svjetske baštine u Sjevernoj Americi 1983. godine.
Stari San Juan se nalazi na dugom otočiću smještenom u Atlantskom oceanu, uz sjeverozapadnu obalu Novog San Juana (četvrt Santurce) s kojim je povezan preko tri mosta (Puente Dos Hermanos, Puente G. Esteves i Puente San Antonio) dok je s druge strane tjesnaca zaljeva sv. Ivana otok Cabras (Isla de Cabras) na kojemu je Fort El Cañuelo („Utvrda kanala”).

## Povijest
God. 1508., španjolski konkvistador i istraživač, Juan Ponce de León, na otoku San Juan je osnovao prvo naselje, Caparra, nazvano po pokrajini Cáceres u Španjolskoj, rodnom mjestu tadašnjeg guvernera Kariba, Nicolása de Ovanda. Danas je to arheološki lokalitet četvrti Guaynabo, u luci koja kao da je povezana s kopnom jer je smještena u uskom tjesnacu Caño de San Antonio („Kanal sv. Antuna”). Godinu dana kasnije ovo naselje je napušteno i premješteno na mjesto današnje luke koju su tada zvali Porto Rico („Bogata luka”). God. 1521., u duhu izvornog naziva otoka kojeg mu je dao Kristofor Kolumbo, nazivu naselja je dodano ime njegova sveca zaštitnika, sv. Ivana Krstitelja, te se od tada zvalo San Juan Bautista de Puerto Rico.
Do konca 19. stoljeća, područje izvan istočnih gradskih zidina, poznato kao Puerta de Tierra („Zemaljska vrata”), je uglavnom bilo nenaseljeno. God. 1897., srušene su istočne zidine i sagrađeno je naselje koje je do 1899. godine imalo 5.453 stanovnika, dok je unutar Starog grada bilo 18.103 stanovnika.
Tijekom 1940-ih Stari San Juan je dosegao najnižu točku propadanja i čak se raspravljalo o rušenju starih građevina kako bi ih se zamijenilo modernima; čak su taj plan zvali Mali Manhattan. Tomu se suprotstavio antropolog i otac portorikanske arheologije, Ricardo Alegría, koji je predložio očuvanje španjolske kolonijalne gradnje i uvjetovanje da svaka nova građevina mora imati ove odlike. Tako je npr. stari karmeličanski samostan sačuvan i pretvoren u Hotel El Convento („Hotel Konvikt”). Za vrijeme guvernera Luisa Muñoza Marína (1949. – 65.) u starom San Juanu su provedene mnoge obnove uz značajne porezne olakšice i bankovnu pomoć, te su neke četvrti San Juana, do tada poznate po siromaštvu i prostituciji, postala reprezentativna turistička odredišta.
Ovaj sustav preoblikovanja starog grada pratili su i drugi stari gradovi Latinske Amerike, posebice Havana (Kuba), Lima (Peru) i Cartagena de Indias (Kolumbija).

## Znamenitosti
Povijesnim znamenitostima starog San Juana, uključujući institucionalne zgrade, muzeje, stare kuće, crkve, trgove i trgovače zgrade, upravlja Državna i federalna uprava.
La Fortaleza je veliki i koherentni fortifikacijski kompleks velikog povijesnog značaja iz 1530-ih koji svjedoči o svojoj učinkovitosti protiv karipskih Indijanaca, pirata i ratnih brodova neprijateljskih država. Utvrda je obnovljena 1846. godine i služila je kao arsenal, zatvor i rezidencija guvernera otoka. 
Na 30 m visokoj hridi na krajnjem zapadnom vrhu otoka, dominirajući ulazom u luku, uzdižu se bastioni utvrde San Felipe del Morro („Sv. Filip od rta”) iz 16. stoljeća, u kojoj se nalazi i svjetionik. Obnovljena je polovicom 18. stoljeća kao trokutasti bastion, remek-djelo vojne arhitekture s pažljivo isplaniranim zidinama, terasama i stubama za kretanje vojske i topništva. Koncem 18. stoljeća s nje je više od 400 topova branilo luku i utvrda je glasila kao neosvojiva. Pored utvrde se nalazi najstarija kuća-utvrda na otoku, Casa Blanca („Bijela kuća”) iz 1521. god., palača koja je pripadala obitelji Ponce de Leona sve do sredine 18. stoljeća.
Utvrda San Cristóbal je sa svojim pripadajućim dijelovima također sjajan primjer vojne arhitekture druge polovice 18. stoljeća. Utvrda kanala (El Cañuelo Fort), poznata i kao San Juan de la Cruz je utvrda na suprotnoj obali zaljevskog kanala, na otoku Isla de Cabras, čime je ulaz u kanal bio potpuno zaštićen.
Stari grad se odlikuje uskim ulicama popločanim plavim kamenim pločama, uz koje se nižu stare kamene kuće s ravnim krovovima iz 16. i 17. stoljeća. Najstarije crkve su Crkva sv. Josipa i katedrala Sv. Ivana Krstitelja. Slikovita četvrt La Perla se nalazi između sjevernih gradskih zidina i stjenovite morske obale.
- San Felipe del Morro
- Ostaci najstarijeg naselja Caparre
- La Fortaleza
- Castillo San Felipe del Morro
- Castillo de San Cristóbal
- La Perla ispod zinina San Cristobala

## Vanjske poveznice
- Turističke stranice San Juana na Wikitravelu (engl.)
- The Forts of Old San Juan:Guardians of the Caribbean, National Park Service (engl.)